# غاري يوست
غاري يوست (بالإنجليزية: Gary Yost)‏ هو صانع أفلام ومصور أمريكي، ولد في 5 أبريل 1959 في مقاطعة بيرغن في الولايات المتحدة.

## وصلات خارجية
- الموقع الرسمي